# Anbernic
ANBERNIC es una serie de consolas portátiles de origen chino creadas por Shenzhen YangLiMing Electronic Technology Co., Ltd. 

## Descripción
Sus consolas son conocidas por emular videojuegos de varios sistemas ya obsoletos como Sega Megadrive o PlayStation entre otros, además tienen una alta calidad de materiales. Son muy populares en la comunidad del Retrogaming.
En septiembre de 2024 se anunció que la compañía estaría desarrollando un mando inalámbrico que imita el 8BitDo Ultimate 2C.